# Poli Genova

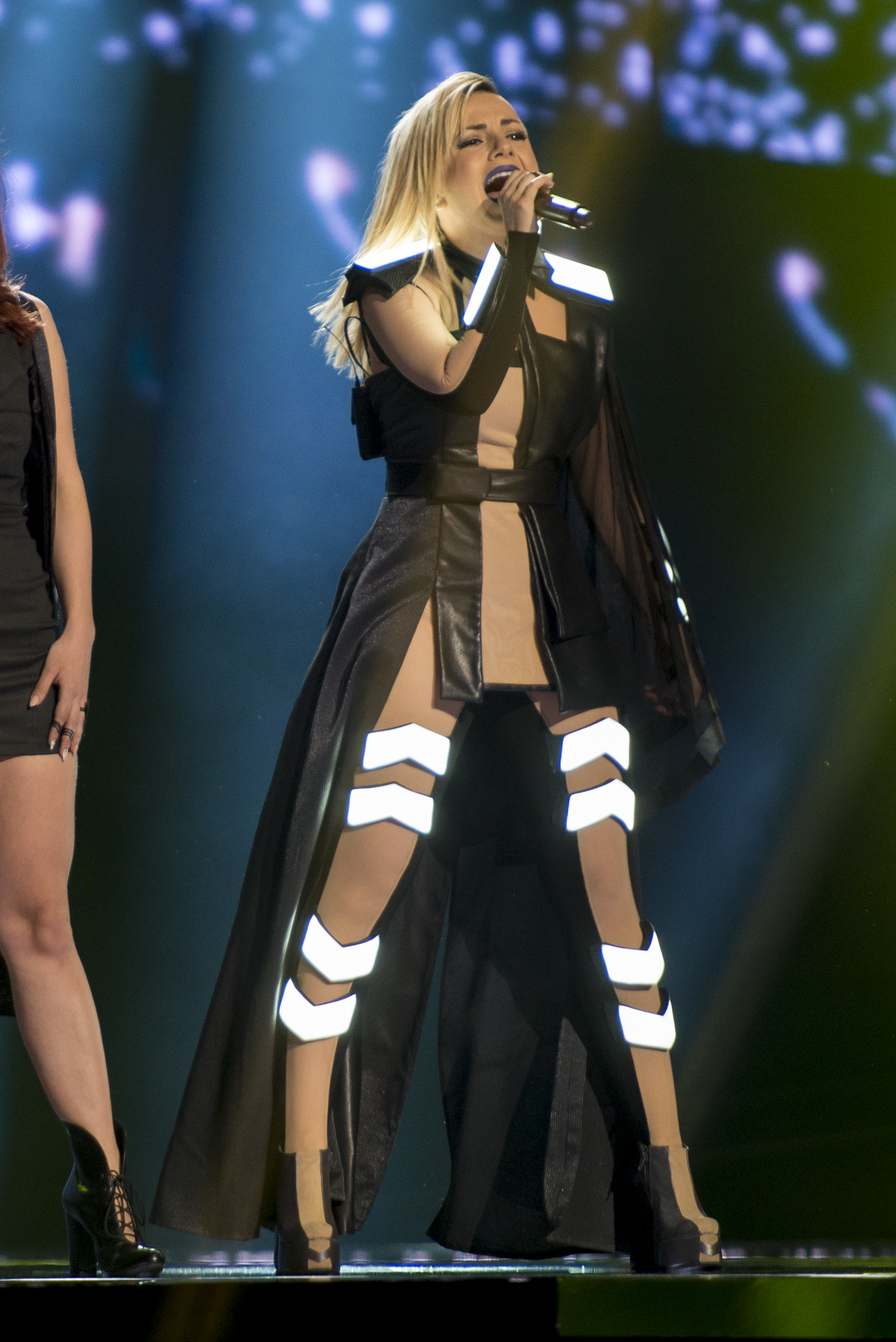
Poli Genova på Eurovision Song Contest 2016.

Poli Plamenova Genova (bulgariska: Поли Пламенова Генова), född 10 februari 1987 i Sofia, Folkrepubliken Bulgarien, är en bulgarisk sångerska. 
Genova representerade Bulgarien vid Eurovision Song Contest 2011 i Düsseldorf, med sitt bidrag "Na inat". Hon slutade på 12:e plats i semifinalen. 2011 var Genova en av domarna i den första säsongen av The X Factor i Bulgarien. I november 2015 var Genova programledare för Junior Eurovision Song Contest 2015 som gick av stapeln i Sofia i Bulgarien. 
Den 19 februari 2016 meddelade det statliga Bâlgarska Nationalna Televizija (BNT) att Genova skulle representera sitt hemland i Eurovision Song Contest 2016 i Stockholm med bidraget "If Love Was a Crime" där hon slutade på fjärde plats i finalen.